# تطور السموك
بدأ تطور السموك منذ نحو 530 مليون سنة خلال الانفجار الكامبري، حينما طوّرت الحبليات الأولى الجمجمة والعمود الفقري، ليقود ذلك إلى القحفيات والفقاريات الأولى. تنتمي سلالات الأسماك الأولى إلى اللا فكيات، وتشمل الأمثلة المبكرة الهيكويكثيس. ظهرت خلال أواخر العصر الكامبري لأول مرة أسماكًا فكيةً شبيهةً بالأنقليس تدعى مخروطيات الأسنان، وأسماكًا أخرى صغيرة مدرعة في الغالب تدعى قوقعيات الأدمة. أصبحت معظم الأسماك اللا فكية منقرضةً الآن، وقد تقارب الجلكيات الموجودة الأسماك قبل الفكية القديمة. تنتمي الجلكيات إلى مستديرات الفم، التي تتضمن الأسماك المخاطية الحالية، ومن المحتمل أنّ هذه المجموعة انفصلت باكرًا عن اللا فكيات.
يُعتَقد أنّ الفقاريات الفكية الأولى تطورت خلال أواخر العصر الأوردوفيشي. وتتمثل لأول مرة في السجل الأحفوري العائد للعصر السيلوري بمجموعتين من الأسماك: الأسماك المدرعة المعروفة باسم لوحيات الأدمة -التي تطورت من قوقعيات الأدمة، والقرشيات الشوكية. كما ظهرت الأسماك الفكية التي لا تزال موجودة في العصر الحديث في أواخر العصر السيلوري، وهي: الأسماك الغضروفية، والأسماك العظمية. تطورت الأسماك العظمية إلى مجموعتين منفصلتين: شعاعيات الزعانف، ولحميات الزعانف.
ازداد تنوع الأسماك خلال العصر الديفوني بشكلٍ كبير، وخاصةً في أوساط لوحيات وقوقعيات الأدمة، وأيضًا لحميات الزعانف وأسماك القرش الأولى. الأمر الذي أدى إلى تسمية العصر الديفوني باسم عصر الأسماك. تطورت رباعيات الأطراف الفقارية من لحميات الزعانف، والتي تمثلها اليوم البرمائيات والزواحف والثدييات والطيور. ظهرت رباعيات الأطراف الانتقالية (أشباه رباعيات الأطراف) لأول مرة خلال أوائل العصر الديفوني، لتظهر رباعيات الأطراف الأولى بحلول أواخر ه. قد يشير تنوع الفقاريات الفكية إلى الميزة التطورية للفم الفكي؛ لكن من غير الواضح ما إذا كانت ميزة الفك المفصلي هي قوة العض الأكبر، أو التنفس الأفضل، أو مزيج من العوامل. لا تمثل الأسماك مجموعة أحادية العرق، وإنما شبه عرقية، لأنها تستثني رباعيات الأطراف.
أثرت أحداث الانقراض إلى حد كبير على الأسماك –كما العديد من الكائنات الحية الأخرى- على مدار التاريخ الطبيعي، فقد أدى الانقراض الأوردوفيشي-السيلوري إلى فقدان العديد من الأنواع، كما أدى الانقراض الديفوني المتأخر إلى انقراض لوحيات وقوقعيات الأدمة إضافةً لأسماك أخرى بحلول نهاية العصر الديفوني. كذلك انقرضت القرشيات الشوكية في انقراض العصر البرمي- الثلاثي، بينما انقرضت مخروطيات الأسنان في الانقراض الترياسي- الجوراسي. أثر انقراض العصر الطباشيري- الثلاثي، وانقراض الهولوسين -في الوقت الحاضر- أيضًا على التنوع والمخزون السمكي.

## لمحة عامة

مخطط لتطور الأسماك، ورباعية الأطراف والفقارية الأخرى.

ربما تكون الأسماك قد تطورت من الزقيات الشبيهة بالشعاب المرجانية (الغلاليات)، والتي تشبه يرقاتها الأسماك المبكرة في جوانبٍ هامة، ومن المحتمل أنّ أسلاف الأسماك الأولى حافظت على المرحلة اليرقية خلال البلوغ (كما تفعل بعض الزقيات اليوم). مع ذلك، لا يمكن إثبات هذا المسار.
نشأت الفقاريات -ومن بينها الأسماك الأولى- قبل نحو 530 مليون سنة خلال انفجار الكامبري الذي شهد ارتفاعًا في تنوع الكائنات الحية.
يُعتَقد أنّ هذه الأجناس الثلاثة هم أسلاف الأسماك: البيكايا، الهيكويكثيس، وسمكة الكونمينغ. امتلكت البيكايا حبل ظهري بدائي، وهو بنية حملت إمكانية التطور إلى عمود فقري في وقت لاحق. على عكس الحيوانات الأخرى السائدة في العصر الكامبري، امتلكت هذه المجموعات تخطيط الجسم الفقاري الأساسي: الحبل الظهري، فقرات بدائية، ورأس وذيل محددان جيدًا. افتقرت هذه الفقاريات المبكرة إلى الفكين، واعتمدت في غذائها على تصفية العوالق القريبة من قاع البحر.
أعقب ذلك اكتشاف مستحاثات فقارية لا جدل فيها لأسماك مدرعة في صخور تعود للعصر الأوردوفيشي منذ نحو 500-430 مليون سنة.
أدت الأنماط الحياتية الجديدة إلى تنوع تخطيطات الجسم، وأحيانًا أدى ذلك لزيادة الحجم. جلب العصر الديفوني (395- 345 مليون سنة) عمالقة مثل عظميات دانكل من لوحيات الأدمة، التي قد يصل طولها حتى سبعة أمتار، والأسماك الأولى التي تتنفس الهواء، والتي يمكن أن تبقى على اليابسة لفترات مطوَّلة. كانت أسلاف البرمائيات من هذه المجموعة الأخيرة.
نشأت الزواحف من تيهيات الأسنان في العصر الفحمي اللاحق. كانت الزواحف اللاقوسية ومندمجة الأقواس منتشرة في أواخر حقبة الحياة القديمة، بينما سيطرت ثنائيات الأقواس خلال حقبة الحياة الوسطى، أمّا في البحر كانت الغلبة للأسماك العظمية.
تضمّنت التشعبات اللاحقة في العصرين الديفوني والسيلوري عددًا أقل من الأصنوفات، وخاصةً مع تخطيطات جسم متشابهة للغاية. كانت مفصليات الأرجل أولى الحيوانات المنتقلة إلى اليابسة، كما امتلكت بعض الأسماك رئاتٍ وزعانفًا عظميةً قويةً؛ كانت قادرة على الزحف إلى اليابسة أيضًا.

## أسماك ما قبل التاريخ
هي الأسماك الأولى المعروفة فقط من السجلات الأحفورية. تعتبر أقرب الفقاريات المعروفة، وتشمل الأسماك المنقرضة الأولى التي عاشت خلال العصر الكامبري وحتى العصر الترياسي. تسمى دراسة أسماك ما قبل التاريخ علم الأسماك القديمة، ويشار باسم أسماك ما قبل التاريخ أو حتى الأحافير الحية إلى بعض الأشكال الحية، مثل شوكيات الجوف، وذلك نظرًا لندرتها الحالية وتشابهها مع الأشكال المنقرضة. لا يُشار عادةً إلى الأسماك التي انقرضت مؤخرًا على أنها أسماك ما قبل التاريخ.

## الأحافير الحية
الأسماك العظمية
- عظمية اللسان و الأربيمة.
- الآميا الملساء.
- شوكيات الجوف.
- سمك الرمح.
- سمكة قرنية الأسنان.
- الحفشيات.
- أسماك مجدافية.
- كثيرات الزعانف.
- أسماك بشير غرب الأفريقية.

أسماك القرش
- القرش الأعمى.
- قرش رأس الثور.
- قرش الشبح الأسترالي.
- القرش المزركش.
- القرش العفريت.
- القرش المبتلع.

الأسماك اللا فكية
- أسماك مخاطية.
- الجلكى النهرية الشمالية.

الأنقليسيات
- أنقليس بالاو الأول.

كان يُعتقد أن شوكيات الجوف قد انقرضت قبل نحو 66 مليون عام، وذلك إلى حين اكتشاف عينة حية تنتمي إلى هذه الرتبة في عام 1938.